# Solariella micraulax
Solariella micraulax är en snäckart som beskrevs av J. H. McLean 1964. Solariella micraulax ingår i släktet Solariella och familjen pärlemorsnäckor. Inga underarter finns listade i Catalogue of Life.